# Palasa-Kasibugga
Palasa-Kasibugga is een nagar panchayat (plaats) in het district Srikakulam van de Indiase staat Andhra Pradesh. 

## Demografie
Volgens de Indiase volkstelling van 2001 wonen er 49.987 mensen in Palasa-Kasibugga, waarvan 49% mannelijk en 51% vrouwelijk is. De plaats heeft een alfabetiseringsgraad van 62%. 